# Kvalifikacija za Millstreet
Kvalifikacija za Millstreet (en anglès: Qualification for Millstreet, en francès: Qualification pour Millstreet, en català: Classificació per a Millstreet) va ser la preselecció per al Festival de la Cançó d'Eurovisió 1993. Set països van participar, cap dels quals havia participat abans al Festival d'Eurovisió, encara que cançons de Bòsnia i Hercegovina, Croàcia i Eslovènia havien representat Iugoslàvia en edicions anteriors. Tres d'ells es van classificar per al Festival de la Cançó d'Eurovisió 1993 a Millstreet, Irlanda. Es va celebrar el 3 d'abril de 1993 al Centre de Radiodifusió d'RTV SLO a Ljubljana, Eslovènia.
Després que les set actuacions corresponents a les cançons competidores tinguessin lloc, i que els jurats determinessin els seus resultats finals, els set artistes van actuar una vegada més, interpretant temes ja existents en el seu repertori.
La preselecció solament va ser transmesa pels 7 països participants. La resta de membres de la UER no tenien obligació legal de retransmetre-la.
Les antigues nacions iugoslaves d'Eslovènia, Bòsnia i Hercegovina i Croàcia van passar al Festival de 1993, celebrat el 15 de maig a Millstreet. Amb el nou sistema implantat al Festival de 1994, els set països podien participar en ell.

## Directors d'orquestra
Cada actuació va tenir un mestre que dirigia l'orquestra. Els mestres de la llista van dirigir les dues actuacions dels països indicats.
- Bòsnia i Hercegovina – Esad Arnautalić
- Croàcia – Andrej Baša
- Estònia – Peeter Lilje
- Hongria – Péter Ugrin
- Romania – George Natsis
- Eslovènia – Petar Ugrin
- Eslovàquia – Vladimir Valovič

## Resultats
Llegenda
| Ordre | País                 | Idioma        | Artista         | Cançó                         | Posició | Punts |
| ----- | -------------------- | ------------- | --------------- | ----------------------------- | ------- | ----- |
| 1     | Bòsnia i Hercegovina | Bosnià        | Fazla           | «Sva bol svijeta»             | 2       | 52    |
| 2     | Croàcia              | Croat, Anglès | Put             | «Don't Ever Cry»              | 3       | 51    |
| 3     | Estònia              | Estonià       | Janika Sillamaa | «Muretut meelt ja südametuld» | 5       | 47    |
| 4     | Hongria              | Hongarès      | Andrea Szulák   | «Árva reggel»                 | 6       | 44    |
| 5     | Romania              | Romanès       | Dida Dragan     | «Nu pleca»                    | 7       | 38    |
| 6     | Eslovènia            | Eslovè        | 1X Band         | «Tih deževen dan»             | 1       | 54    |
| 7     | Eslovàquia           | Eslovac       | Elán            | «Amnestia na neveru»          | 4       | 50    |

## Puntuacions
|                      |    | Jurat | Jurat | Jurat | Jurat | Jurat | Jurat | Jurat |
| Punts                |    |       |       |       |       |       |       |       |
| -------------------- | -- | ----- | ----- | ----- | ----- | ----- | ----- | ----- |
| Bòsnia i Hercegovina | 52 |       | 5     | 8     | 10    | 10    | 7     | 12    |
| Croàcia              | 51 | 10    |       | 6     | 12    | 7     | 8     | 8     |
| Estònia              | 47 | 6     | 8     |       | 8     | 6     | 12    | 7     |
| Hongria              | 44 | 7     | 6     | 12    |       | 8     | 6     | 5     |
| Romania              | 38 | 5     | 12    | 5     | 5     |       | 5     | 6     |
| Eslovènia            | 54 | 8     | 7     | 10    | 7     | 12    |       | 10    |
| Eslovàquia           | 50 | 12    | 10    | 7     | 6     | 5     | 10    |       |